# Babylas d'Antioche
Babylas, devenu évêque d'Antioche vers 237, fut martyr sous l'empereur Dèce, et mourut dans les fers en 254. On le fête le 24 janvier dans l'Église latine et le 4 septembre dans l'Eglise orthodoxe.

## Histoire
Son martyre est évoqué par Eusèbe de Césarée (Histoire ecclésiastique, VI, 39). Jean Chrysostome et Jérôme de Stridon ont fait son éloge.
Il aurait refusé l'entrée de son église à l'empereur Philippe l'Arabe, qui résidait à Antioche au début de son règne, et l'aurait renvoyé parmi les pénitents, peut-être parce qu'il était soupçonné de l'assassinat de son prédécesseur Gordien III. Sous l'empereur Dèce, il refusa de sacrifier aux idoles et fut emprisonné sur l'ordre du gouverneur romain Victorinus. Il mourut en prison.
En 351, le césar Constantius Gallus fit bâtir une église pour abriter ses reliques en face du temple d'Apollon à Daphnè. Mais en 362, l'empereur Julien, venu à Daphnè pour consulter l'oracle, fit exhumer et renvoyer les reliques dans leur lieu d'origine : selon lui, elles perturbaient le fonctionnement de l'oracle. En riposte, des chrétiens auraient mis le feu au temple d'Apollon quelques jours plus tard. Une nouvelle église fut construite en l'honneur de saint Babylas, et l'évêque Mélèce y participa de ses propres mains.
À l'époque des Croisades, les reliques de Babylas auraient été transférées à Crémone.

## Galerie

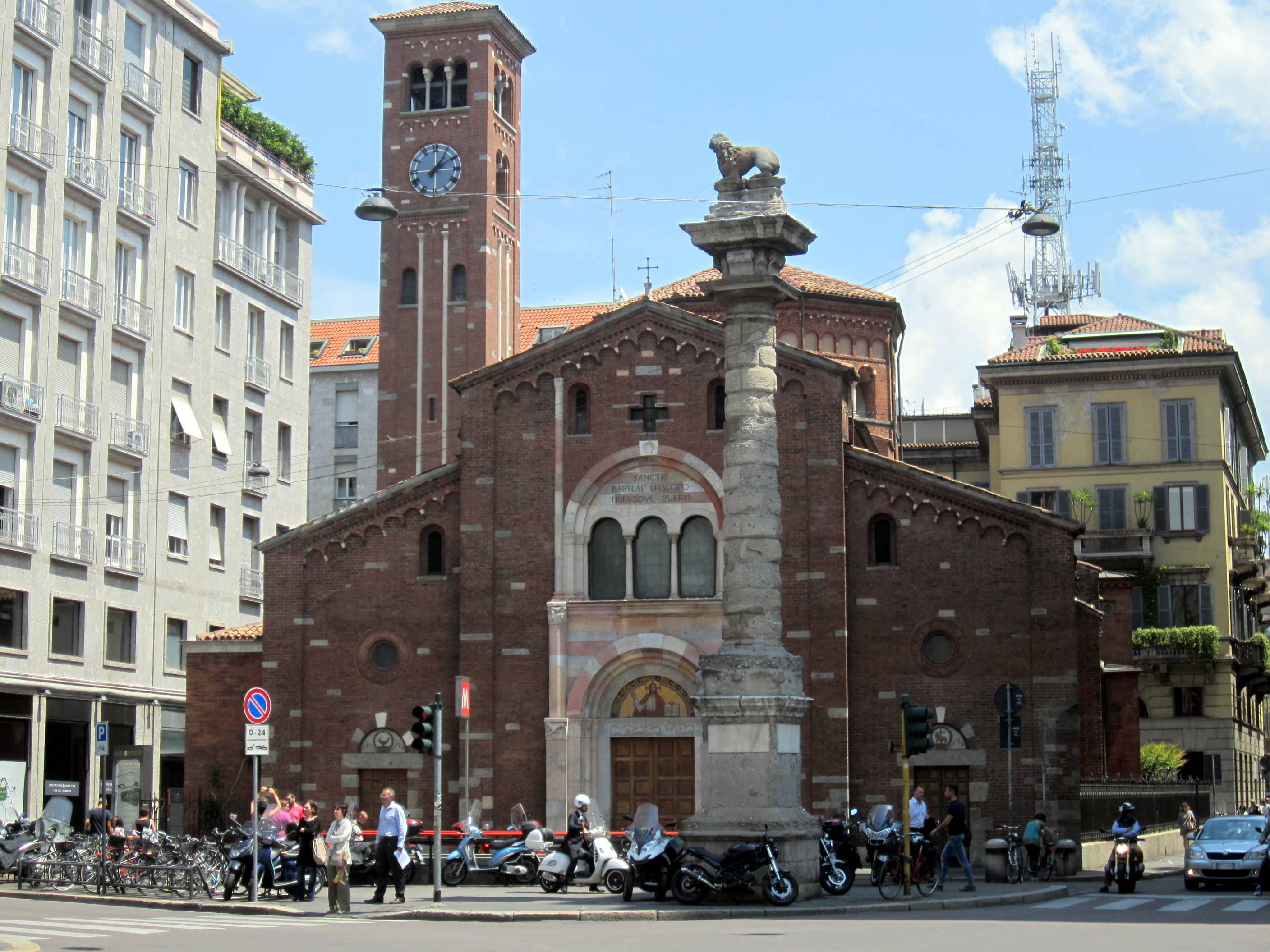
La Basilique de Saint Babylas à Milan.
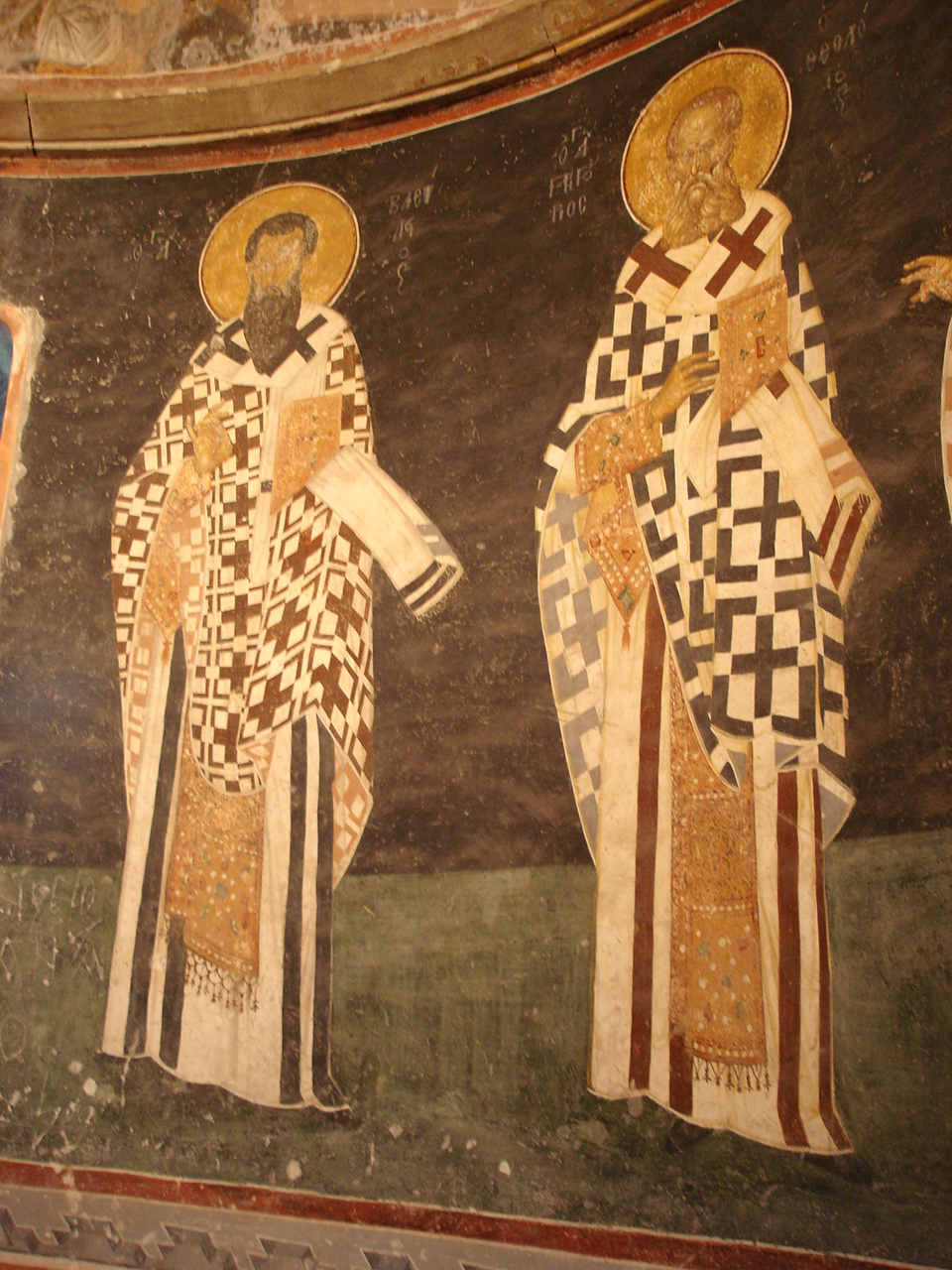
Fresque avec les Saints Babylas (à gauche) et Grégoire (à droite) (musée-église de Saint-Sauveur-in-Chora).

## Liens
- Notices dans des dictionnaires ou encyclopédies généralistes :   - Deutsche Biographie
  - Enciclopedia De Agostini
  - Gran Enciclopedia de Navarra
  - Treccani
- Notices d'autorité :   - VIAF
  - ISNI
  - LCCN
  - GND
  - Espagne
  - Israël
  - Australie
  - WorldCat